# Collar de la Sacerdotisa del Sol

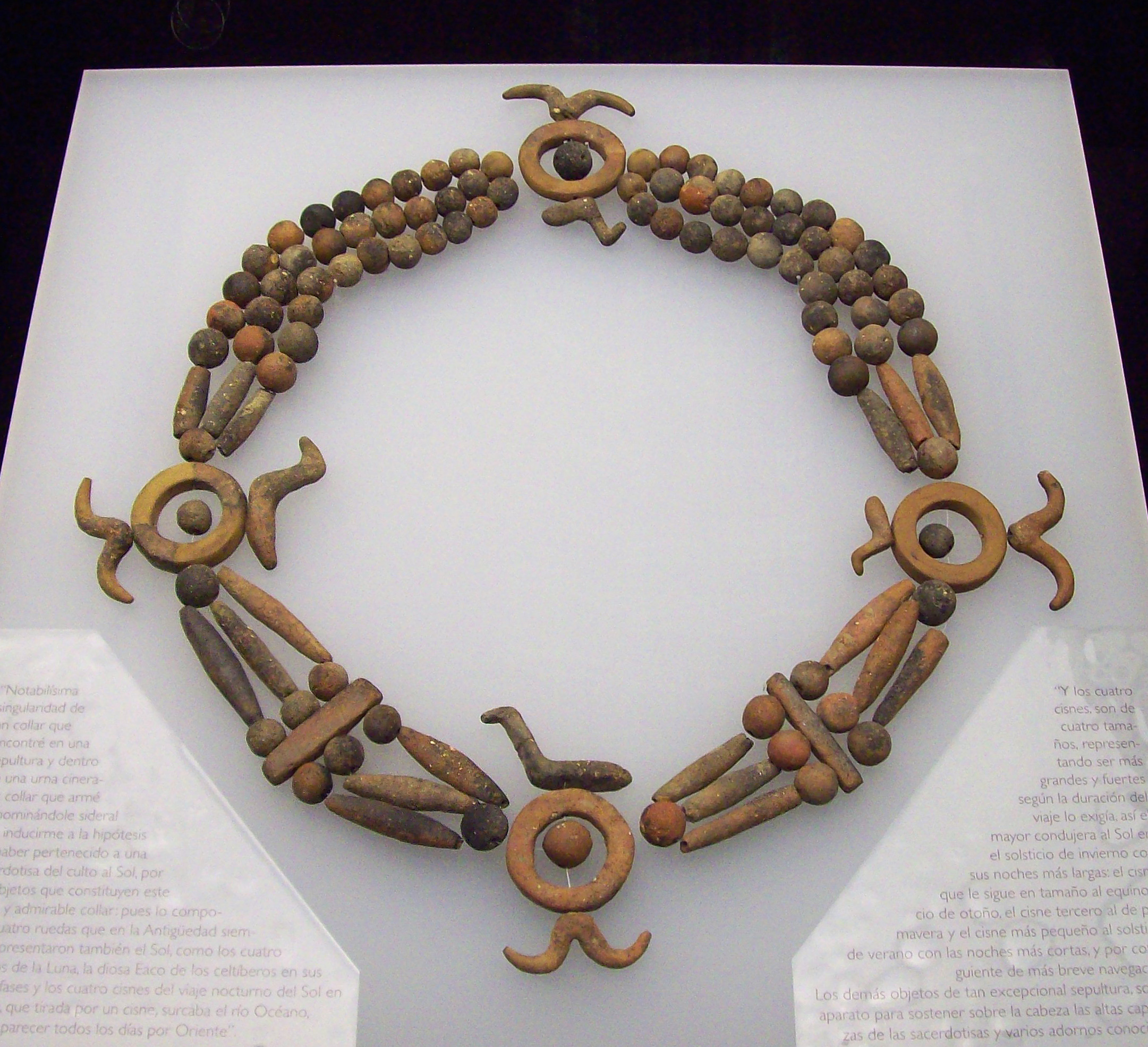
El "collar de Clares" o "de la sacerdotisa del Sol".

Collar de la Sacerdotisa del Sol es la denominación historiográfica de un collar celtíbero de arcilla datado en el siglo IV a. C. Fue utilizado casi con total seguridad con propósitos espirituales y religiosos.
La pieza fue hallada en el año 1914 por Enrique de Aguilera y Gamboa, XVII Marqués de Cerralbo, en la tumba nº 53 de la necrópolis celtibérica de Navafría, situada cerca de Clares, un pueblo integrado en el municipio de Maranchón (Guadalajara, España). Tanto esta sepultura como el collar contenido en ella fueron bautizados por el propio Marqués como "de la Sacerdotisa del Sol".
La pieza está expuesta actualmente en el Museo Arqueológico Nacional (Madrid), al que llegó al ser donado por su descubridor, el Marqués de Cerralbo, el día trece de abril del año 1940; tiene adjudicado el número de inventario 1940/27/CL/517.

## Características técnicas
- Período: Edad de hierro II.
- Estilo: Celtibérico.
- Forma: Collar con 86 bolas de barro, 18 varillas alargadas y elipsoidales (dos cuadradas) y una anilla con representaciones de patos y cisnes.
- Material: arcilla.
- Altura: 10,8 centímetros.
- Diámetro máximo: 43 centímetros.
- Diámetro del aro: 4,9 centímetros.
- Grosor del aro: 1 centímetros.
- Longitud del Cilindro: 6,1 centímetros.
- Diámetro máximo del cilindro: 1,4 centímetros.
- Diámetro de la cuenta: 1,8 centímetros.
- Longitud de la cuenta del collar: 5,6 centímetros.
- Anchura de la cuenta del collar: 1,9 centímetros.
- Grosor de la cuenta del collar: 1 centímetro.